# Rubens Pasino
Rubens Pasino (Alessandria, 23 luglio 1971) è un allenatore di calcio ed ex calciatore italiano, di ruolo centrocampista.

## Carriera

### Giocatore
Cresciuto nelle giovanili della Juventus nella seconda metà degli anni ottanta, nella stagione 1990-1991 viene ceduto in prestito dai bianconeri al Novara, in Serie C2, con la quale gioca 2 partite. L'anno dopo torna alla Juventus, dove non riesce a trovare spazio nella prima squadra allenata da Giovanni Trapattoni. Di conseguenza dalla stagione 1992-1993 comincia a girare per i campi della Serie C, prima al Lecco (31 presenze e 7 gol) e poi al Pergocrema (24 presenze e 9 reti) prima di approdare alla Reggina, dopo una breve parentesi in Serie B nell'Ascoli.
Alla Reggina è tra i protagonisti e ottiene una promozione in Serie B nella squadra allenata da Giuliano Zoratti nella stagione 1994-1995. Dopo cinque stagioni lascia lo Stretto per approdare al Crotone. Nella stagione 1999-2000, autore di 10 gol in 32 partite, conquista con il Crotone allenato da Antonello Cuccureddu un'altra promozione in Serie B.
Viene poi acquistato nel 2000 dal Modena. Sotto la guida di Gianni De Biasi il fantasista piemontese è autore di 16 gol in 64 partite e due promozioni consecutive, dalla Serie C1 alla Serie A, con l'aggiunta della Supercoppa di Serie C conquistata nella primavera del 2001.
Nella stagione 2002-2003 debutta in Serie A in Modena-Milan (0-3) del 15 settembre 2002. Con i canarini disputa 8 partite nella massima serie segnando una rete proprio nel suo ex Stadio Oreste Granillo di Reggio Calabria nella gara vinta dai modenesi per 1-0, e nel gennaio del 2003 viene ceduto al Napoli, con il quale gioca anche nella stagione successiva. Quindi, in seguito al fallimento della società partenopea, torna al Modena dove resta per una stagione nella serie cadetta.
Successivamente ha militato nel Pisa e nel Monza prima di trasferirsi al Boca San Lazzaro. A seguito della retrocessione a Pasino non viene rinnovato il contratto, così dal luglio 2007 partecipa al ritiro dei calciatori svincolati tenutosi a Coverciano. Tuttavia nel 2007 trova un posto nella Virtus Castelfranco in serie D, dove rimarrà anche l'anno successivo, per poi passare al Castellarano dove concluderà la sua carriera da calciatore nel 2009-2010.

### Dopo il ritiro
Nell'agosto 2010 viene ingaggiato dal Sassuolo come allenatore della squadra Giovanissimi Nazionali, guidandola per il successivo biennio e raggiungendo in ambedue le stagioni le fasi finali di categoria.

### Footvolley e Teqball
Alla fine della carriera calcistica si appassiona al footvolley: si laurea vicecampione italiano nell'estate del 2011 e si classifica decimo al campionato mondiale di Dubai nel novembre dello stesso anno. Dal 2019 a quasi cinquant'anni è uno dei primi praticanti del  teqball   e Beach teqball in Italia. E' campione italiano 2019 di Beach teqball  in coppia con Nicolò Consolini e si classifica sesto al mondiale di teqball a Budapest nel dicembre 2019. Nel 2020 sempre in coppia con Consolini vince il Cesenatico Teq Tour di Beach teqball e nel 2021 si conferma ancora campione italiano di Beach teqball al fantini club di cervia ,in coppia con Leonardo Giulianini.

## Palmarès

### Giocatore
- Campionato italiano Serie C1: 3

Reggina: 1994-1995 (girone B)
Crotone: 1999-2000 (girone B)
Modena: 2000-2001 (girone A)
- Supercoppa di Lega di Serie C: 1

Modena: 2001